# Sonni
Die Sonni sind eine Herrschergruppe oder Dynastie des Songhaireiches, die ihren Ursprung auf die Wangara, das heißt Mande, zurückführt. 
Die Sonni trennten sich von den Za in Gao, der Hauptstadt des Songhaireiches, nachdem diese um 1300 n. Chr. die Keita des Malireiches zu Hilfe gerufen hatten. Sie zogen sich daraufhin in das 150 km Niger-abwärts gelegene Kukiya zurück. Als Mali gegen Ende des 14. Jahrhunderts durch Thronstreitigkeiten erschüttert wurde, begannen sie mit Unterstützung der Reiterkrieger der Songhai einen zermürbenden Kleinkrieg gegen die Za-Herrscher von Gao. Sie vertrieben schließlich die Za aus Gao und setzten unter Sulayman Dama ihre Angriffe gegen Mali bis nach Méma, südwestlich von Timbuktu, fort. 
Der größte Herrscher der Sonni war Sonni Ali (1465–1492). Mit Hilfe der Songhai eroberte er das weite Gebiet zwischen Jenne und Kebbi und wurde so zum Begründer des Songhaireiches. Sein Sohn und Nachfolger Sonni Baro wurde 1493 von Askiya Muhammad in der Schlacht von Ankagho bei Gao geschlagen. Daraufhin mussten die Mitglieder der Sonni-Herrschergruppe fliehen, um sich außer Reichweite der Askiya in Sicherheit zu bringen. Ihre Nachkommen sind die Sohance, die man heute als Magier in Tendirma, südwestlich von Timbuktu, und nordwestlich von Tillabéry wiederfindet.

## Bibliographie
- Adam Konaré Ba: Sonni Ali Ber, Niamey 1977 (hier S. 27–37).
- Dierk Lange: Ancient Kingdoms of West Africa, Dettelbach 2004 (hier S. 495–544).
- Jean Rouch: Contribution à l'histoire songhay, Dakar 1953.